# Ofloxacin
Ofloxacin là một kháng sinh điều trị nhiễm khuẩn hiệu quả. Bao gồm viêm phổi, viêm mô tế bào, nhiễm trùng đường tiết niệu, viêm tuyến tiền liệt, bệnh dịch hạch và một số loại  viêm dạ dày ruột, dùng đường uống hoặc tiêm tĩnh mạch. Kết hợp với thuốc khác để điều trị lao đa kháng. Nhỏ mắt trong điều trị nhiễm trùng trên bề mặt mắt và nhỏ tai trong điều trị viêm tai giữa khi bị thủng màng nhĩ.
Tác dụng phụ khi uống bao gồm nôn, tiêu chảy, đau đầu, phát ban. Những tác dụng nghiêm trọng khác bao gồm đứt gân, tê bì do tổn thương thần kinh, động kinh, và rối loạn tâm thần. Không khuyến cáo sử dụng cho phụ nữ có thai. Ofloxacin thuộc nhóm fluoroquinolone. Thuốc hoạt động bằng cách tương tác với DNA của vị khuẩn.

## Tác dụng
Ở Mỹ, ofloxacin được chấp thuận để điều trị:
- Nhiễm khuẩn cấp trên bệnh nhân viêm phế quản mạn
- Viêm phổi cộng đồng
- Nhiễm trùng da và các cấu trúc da chưa có biến chứng
- Viêm niệu đạo và viêm cổ tử cung không phải lậu
- Nhiễm trùng phối hợp niệu đạo và cổ tử cung
- Viêm cấp tính vùng chậu
- Viêm bàng quang không biến chứng
- Nhiễm trùng đường tiết niệu phức tạp
- Viêm tuyến tiền liệt
- Lậu niệu đạo và cổ tử cung cấp tính, không có biến chứng.

### Phổ kháng khuẩn
Gram dương kỵ khí:
Staphylococcus aureus (nhạy methicillin)
Streptococcus pneumoniae (nhạy penicillin)
Streptococcus pyogenes
Gram-âm kỵ khí
Citrobacter koseri (Citrobacter diversus)
Enterobacter aerogenes
Escherichia coli
Haemophilus influenzae
Klebsiella pneumoniae
Neisseria gonorrhoeae
Proteus mirabilis
Pseudomonas aeruginosa
Vi sinh vật khác:
Chlamydia trachomatis

## Chống chỉ định
Một số bệnh lây qua đường tình dục do kháng thuốc.
Thận trọng trên bệnh nhân mắc bệnh gan. Do sự bài tiết ofloxacin có thể giảm ở bệnh nhân rối loạn chức năng gan nặng (ví dụ, xơ gan có hoặc không có cổ chướng).
Ofloxacin cũng chống chỉ định cho trẻ em, phụ nữ có thai và cho con bú, bệnh nhân bị bệnh tâm thần, và động kinh hoặc rối loạn tâm thần khác.